# Janelle Kirtley

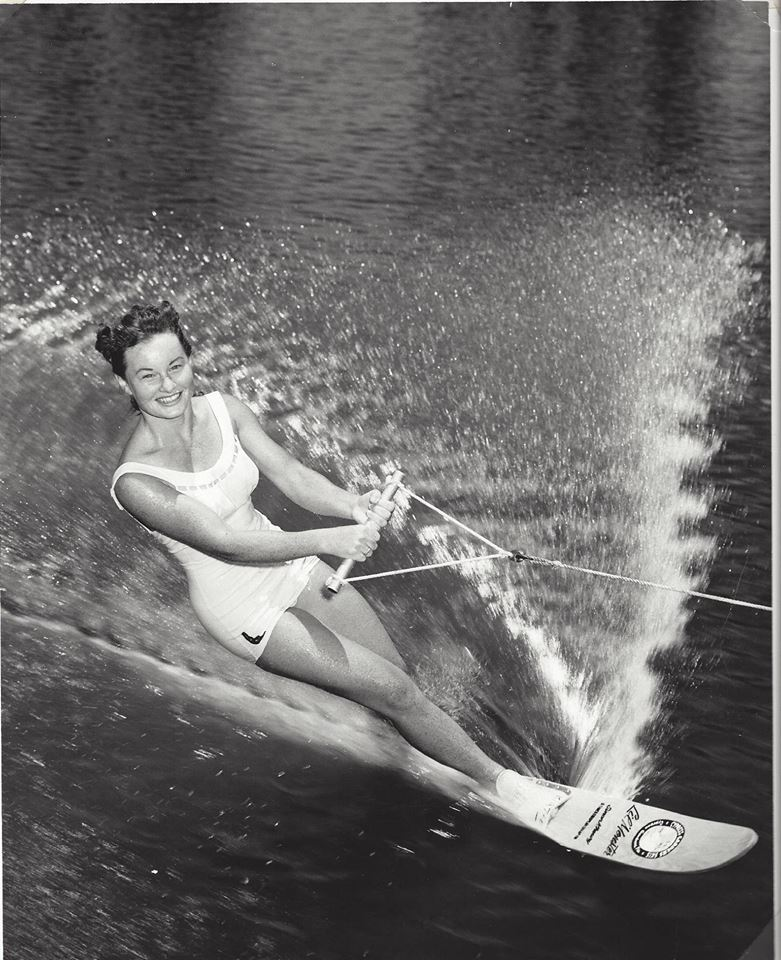
Janelle Kirtley esquiando en Cypress Gardens, 1960

Janelle (Jane Ellen) Kirtley Godfrey (8 de diciembre de 1943 - 28 de abril de 2017) fue una ex campeona mundial de esquí acuático estadounidense.

## Biografía
Janelle nació el 8 de diciembre de 1943 en Birmingham, Alabama, hija de Robert H Kirtley y Mary Leona Perry Kirtley. Con la estricta guía de sus padres, aprendió a esquiar a los 5 años y comenzó a competir en torneos de esquí acuático en 1956. En 1959, a la edad de 15 años, formó parte del Equipo Nacional de Esquí Acuático Femenino de EE. UU. y compitió en Milán, Italia, en 1959. En 1960 ganó la general en el Torneo Masters de Esquí Acuático, y luego ganó el Campeonato Mundial en el Torneo Mundial de Slalom Femenino de 1961  y el de Trucos y Slalom de 1963. Obtuvo varios títulos nacionales de esquí acuático.  En 1961 se matriculó en la Escuela de Enfermería de St. Vincent's en Birmingham y se graduó en 1964.[cita requerida] En 2001 fue reconocida con el Premio a la Distinción del Salón de la Fama del Esquí Acuático, y fue incluida en el Alabama Sports Hall of Fame en 2009.

## Vida personal
En 1965, Janelle se casó con Roland LeGrand Godfrey, de Adamsville, Alabama, y crio tres hijos en Forestdale y Adamsville, Alabama. Janelle tiene ocho nietos y dos bisnietos. Su familia continuó la tradición del esquí acuático y continúa esquiando en las aguas donde ella practicaba en el Río Guerrero Negro en Alabama. Uno de sus dichos más famosos a su familia de esquiadores acuáticos es: " Si no te caes, no lo intentas ". Y ella pondría este dicho en práctica en su vida diaria como se ve en este vídeo de Janelle esquiando en Cypress Gardens, Florida, entre los años 1958 y 1960 https://www.youtube.com/watch?v=vlE0D0Q6G0Q

## Resultados del torneo
- 1956 Campeona nacional general, eslalon y trucos ( La Porte, Indiana ), división femenina
- Campeona Nacional de Slalom de 1957 ( San Diego, CA), División Femenina
- Campeona nacional de eslalon y trucos de 1959 y segunda general ( Laconia, New Hampshire ), categoría femenina
- Campeona nacional general y de eslalon de 1960 ( Minneapolis, MN), división femenina
- Torneo de Esquí Acuático Masters General de 1960, División Femenina
- Campeona Nacional General y de Trucos de 1961 ( Austin, Texas ), División Femenina
- Campeones mundiales de esquí acuático de 1961, eslalon femenino y general femenino
- Campeona Nacional de Eslalon y Trucos de 1963 ( Long Beach, California ), División Femenina
- Campeona Nacional de Eslalon de 1964 ( Webster, Massachusetts ), División Femenina
- Torneo de Esquí Acuático Slalom Masters de 1964, División Femenina

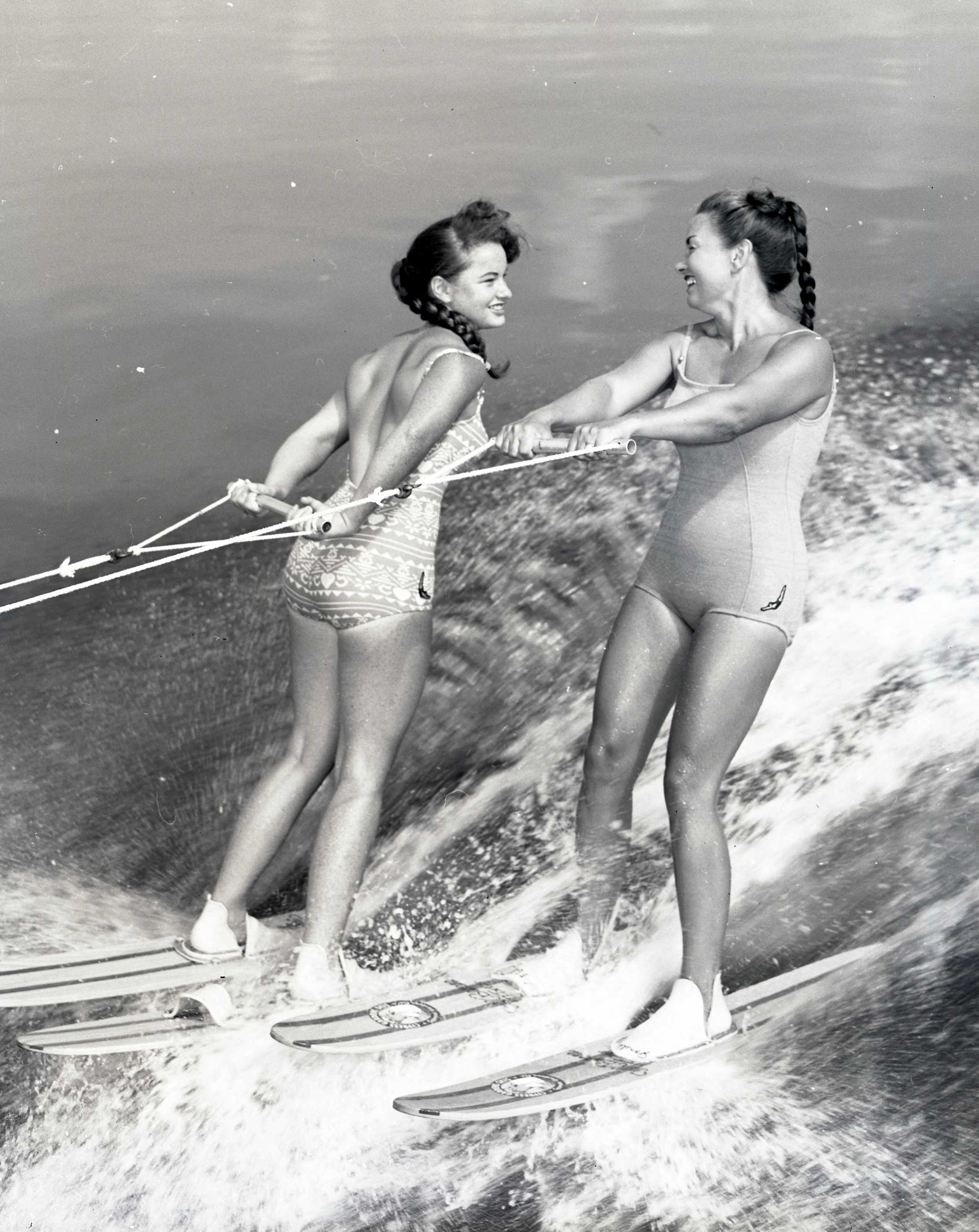
Janelle (hija) y Leona Kirtley (madre) se doblan de adelante hacia atrás (1962)
Cypress Gardens de Janelle Kirtley (1960)
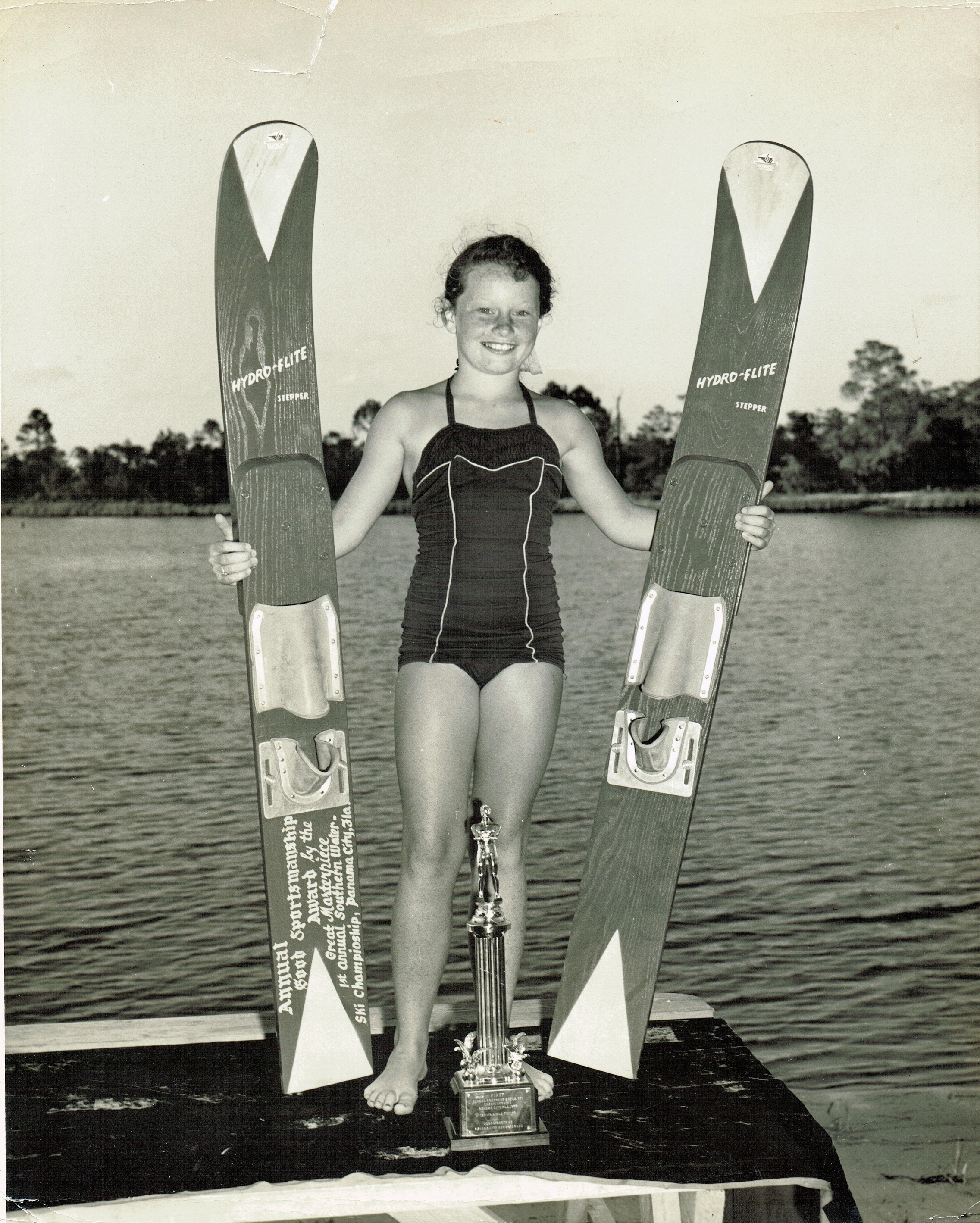
Janelle Kirtley recibe un premio a la deportividad a los 12 años. (1955)
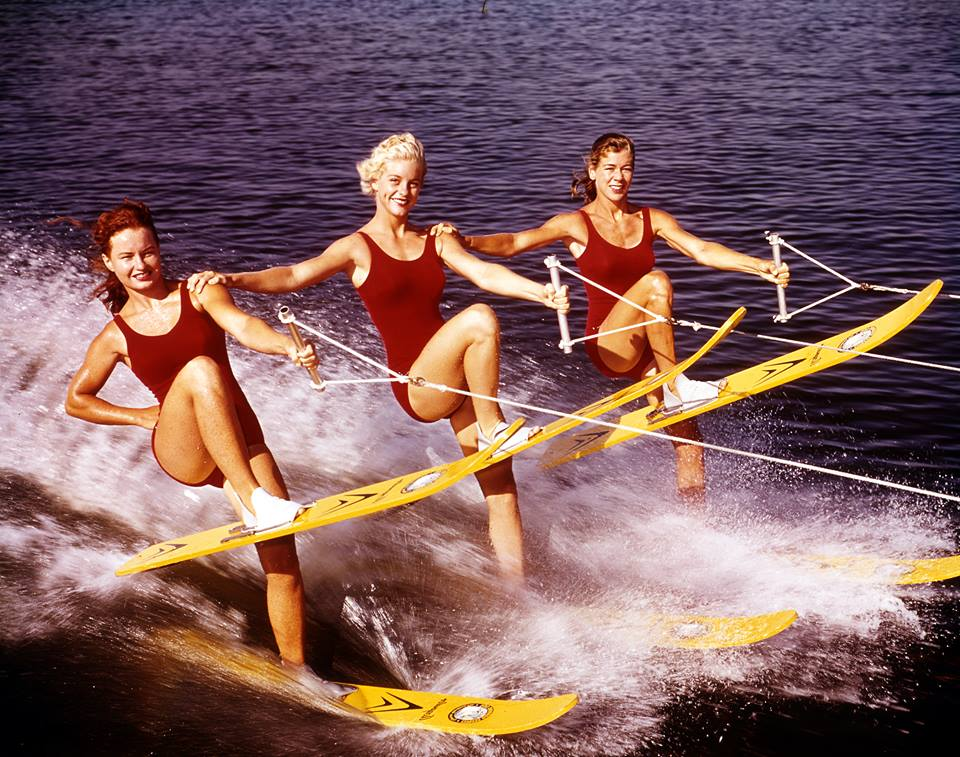
Janelle Kirtley esquiando en Cypress Gardens (agosto de 1960)
Judy Rosch, Barbara Cooper Clack, Janelle Kirtley (1961)
Janelle (hija) y Leona Kirtley (madre) Dobles, ambas de frente (1962)
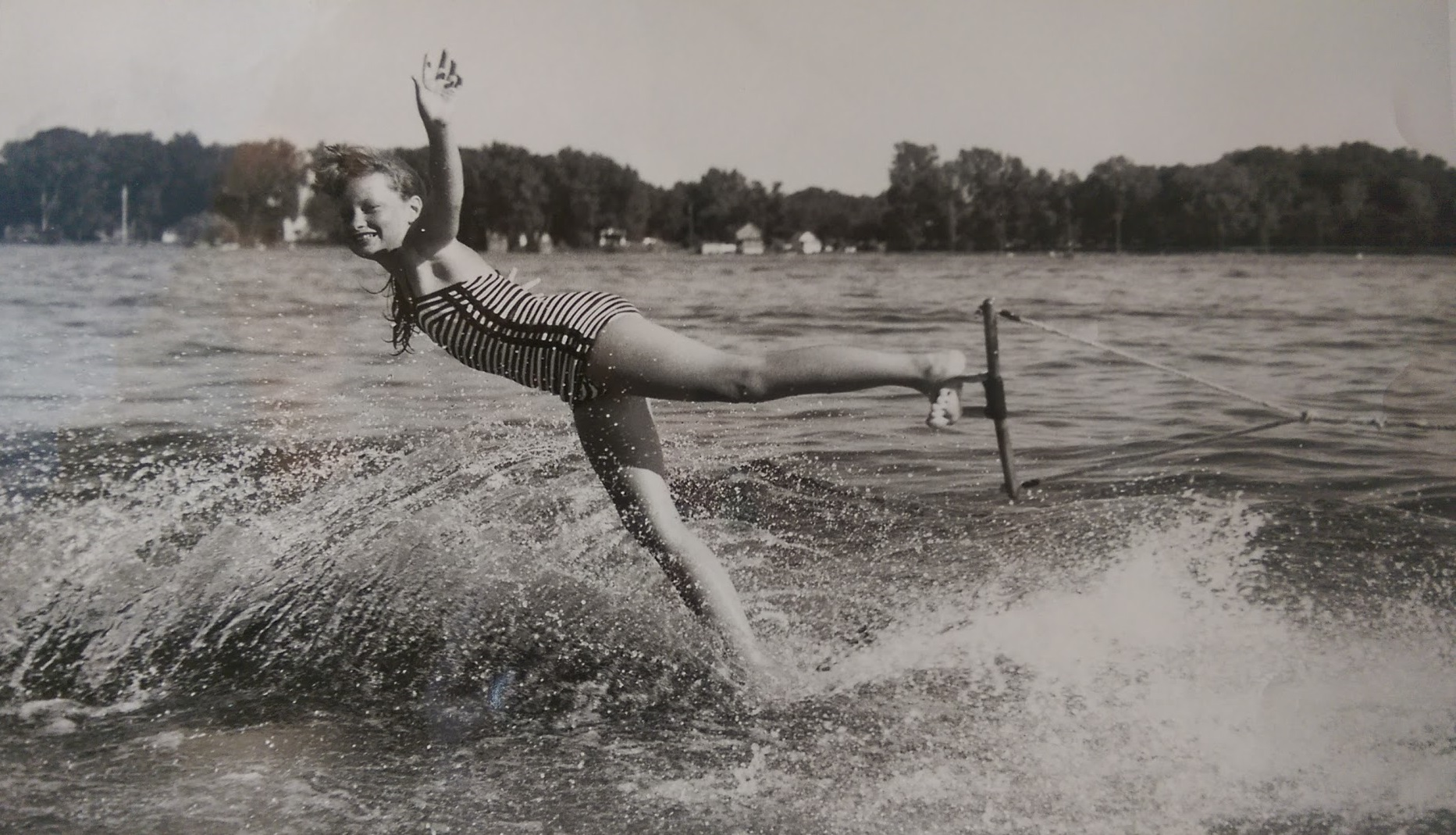
Janelle Kirtley practicando el agarre del pie a los 13 años (1956)